# 若望·洛西

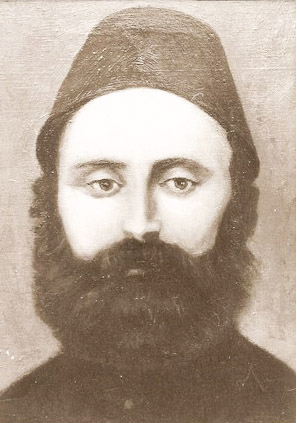
若望·洛西 (1880年左右)

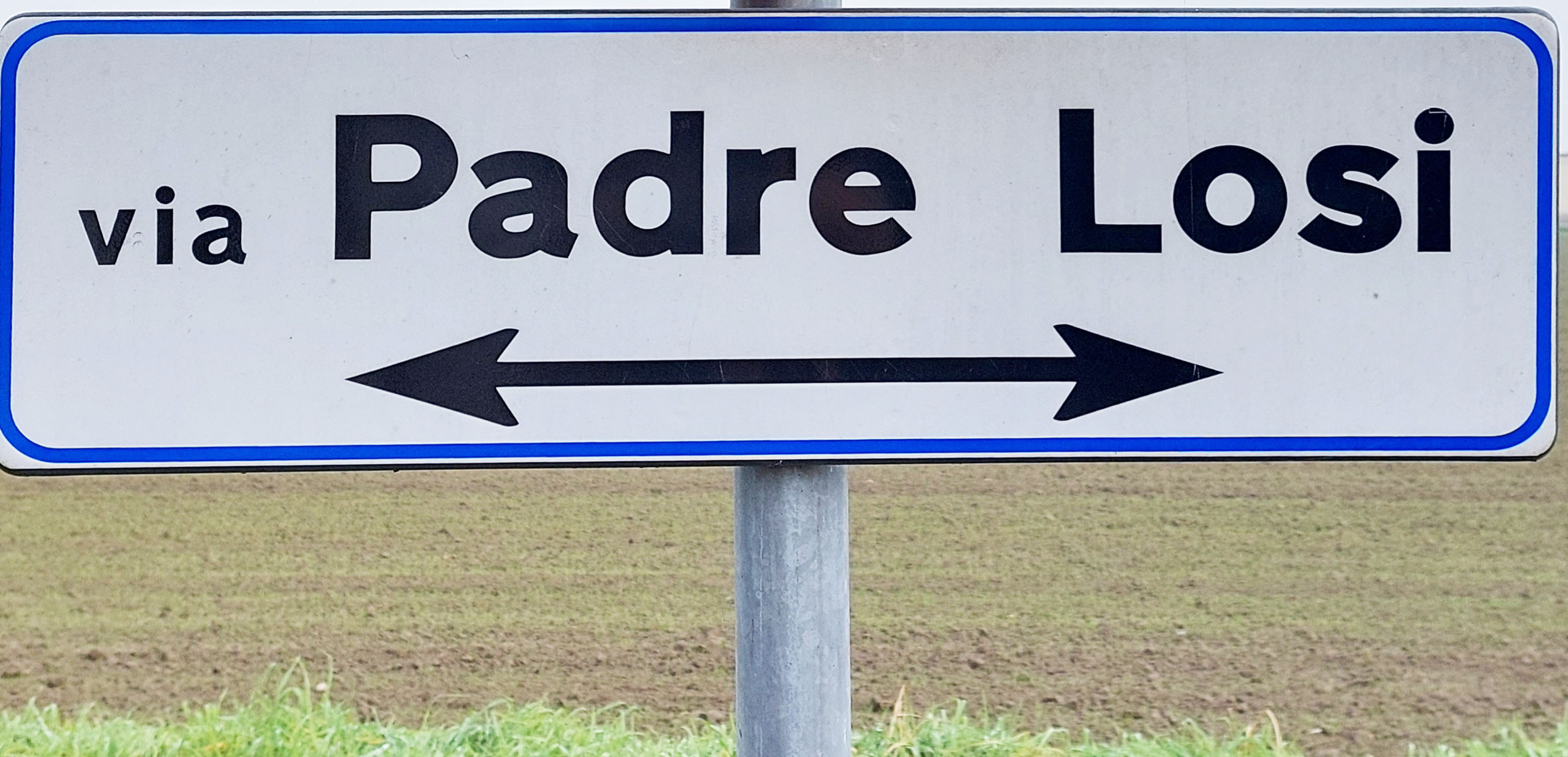
卡塞莱兰迪的洛西神父街指路牌

若望·洛西M.C.C.I.（義大利語：Missionari comboniani del Cuore di Gesù，發音：[dʒoˈvanni ˈlozi]；1838年11月29日—1882年12月27日），通称洛西神父（padre Losi），是意大利天主教司铎、传教士。洛西是孔博尼耶稣圣心传教会会士，其大部分事工在苏丹进行。他还与路易吉·博诺米（Luigi Bonomi）神父共同撰写了首本诺宾语词典，彼时该语言在西方尚不为人所知。

## 生平
若望·洛西于1838年11月29日出生在倫巴第-威尼托王國卡塞莱兰迪（今意大利），当日便在村里的堂区教堂受洗。儿时其全家搬至龙卡利亚，后来洛西进入了皮亚琴察主教神学院（seminario vescovile di Piacenza）。
1862年，洛西被任命为司铎。十年后，洛西进入了由达尼埃莱·孔博尼创办的维罗纳传教学院（Istituto Missionario di Verona），并于次年随其前往苏丹。
洛西担任欧拜伊德传教团团长至1878年，但他与当地信仰伊斯兰教的民众关系不佳，一直遭到他们的反对。在苏丹逗留期间，他与同事路易吉·博诺米（Luigi Bonomi）神父共同撰写了一本教义问答和首本诺宾语词典，彼时该语言在西方尚不为人所知。1881年孔博尼去世后，洛西被任命为全中非传教团的临时团长。
1882年12月27日，洛西因壞血病逝世，享年44岁。他被安葬于欧拜伊德。1889年，其坟墓遭征服该地区的马赫迪派破坏。在他的家乡卡塞莱兰迪，有以其命名的洛西神父街（Via Padre Losi）。